# Kubousa elkiana
Kubousa elkiana är en skalbaggsart som beskrevs av Dombrow 2007. Kubousa elkiana ingår i släktet Kubousa och familjen Melolonthidae. Inga underarter finns listade i Catalogue of Life.